# فحص التئام الجروح

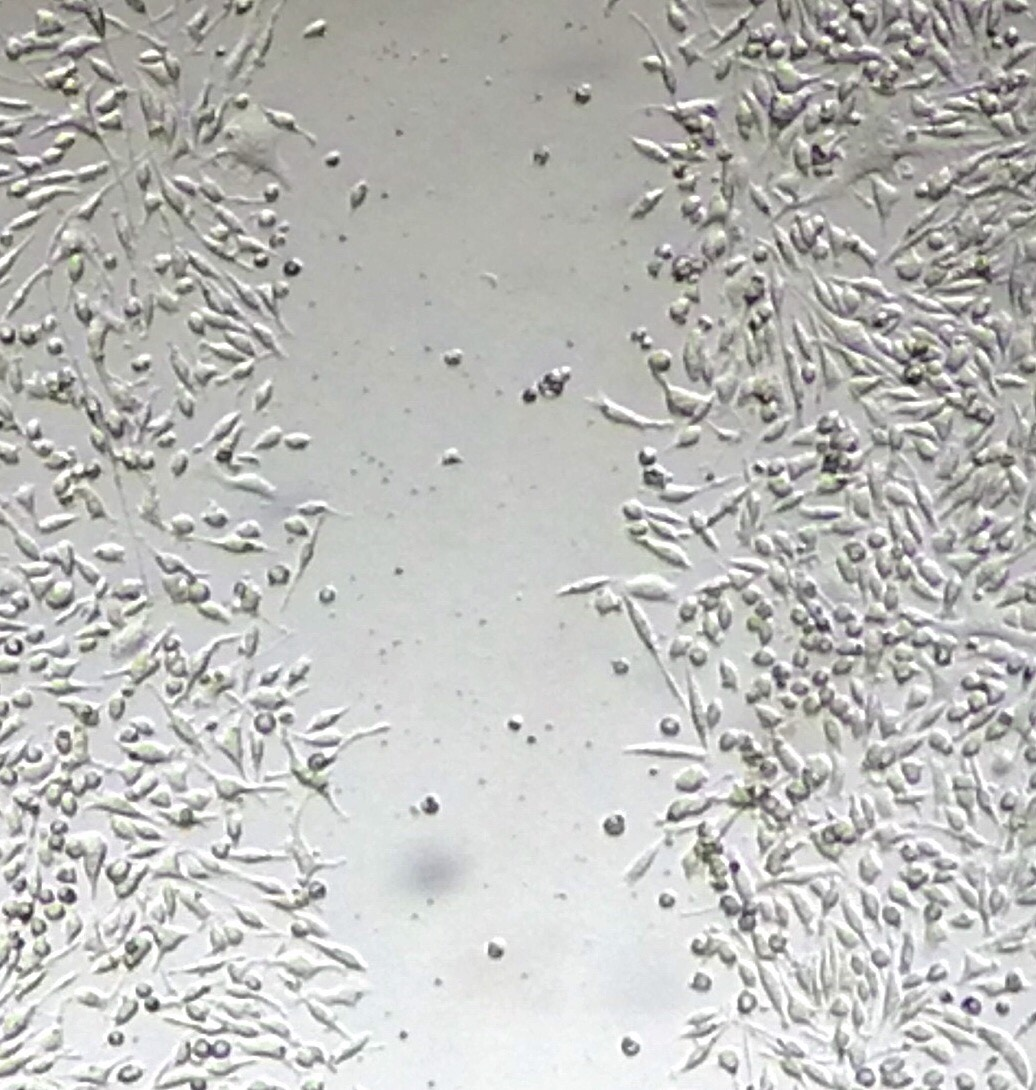
تجربة اختبار التئام الجروح بالخدش على خلايا الرابدومايوساركوما، وهي سلالة خلوية سرطانية

فحص التئام الجروح، هي تقنية المختبرات المستخدمة لدراسة هجرة الخلايا، وتفاعلها مع بعضها. يسمى هذا أيضًا اختبار الخدش، لأنه يتم من طريق عمل خدش على خلية أحادية الطبقة، والتقاط الصور على فترات منتظمة، بوساطة مجهر الفاصل الزمني.
إنه على وجه التحديد نهج ترحيل الخلايا ثنائية الأبعاد لقياس هجرة الخلية شبه الكمي لورقة من الخلايا. يمكن عمل هذا الخدش بطرائق مختلفة، مثل: التلف الميكانيكي، أو الحراري، أو الكيميائي. الغرض من هذا الخدش هو إنتاج منطقة خالية من الخلايا على أمل تحفيز الخلايا على الهجرة وسد الفجوة. يعد اختبار الخدش مثاليًا فقط لأنواع الخلايا، التي تنتقل على شكل صفائح طلائية جماعية، وليست مفيدة للخلايا غير الملتصقة. على وجه التحديد، هذا الاختبار ليس مثاليًا لدراسات الانجذاب الكيميائي.

## المميزات والعيوب
هذه التقنية المختبرية لها مزايا مختلفة. أولًا هذه الاختبارات رخيصة نسبيًا، ومباشرة نسبيًا، وتسمح بالقياسات في الوقت الفعلي. إضافةً إلى ذلك، يُمكن تعديل ظروف الاختبار بسهولة لتناسب الأهداف التجريبية المختلفة. يسمح هذا النهج أيضًا باستجابة اتجاهية قوية للهجرة، ما يجعل قياس البيانات أمرًا بسيطًا.
يتمثّل أحد قيود هذا الاختبار في احتمال وجود تناقضات مع عمق الخدش وحجمه. عند إجراء الخدش يدويًا، يكون عُرضة لحدود الحواف الخشنة، ما يجعل تحليل البيانات أكثر صعوبة. يمكن للضرر أيضًا أن يُلحق الضرر الجسدي بالخلايا المجاورة للجرح، ويخلق مناطق غير دقيقة في حجم الجرح. يتحول هذا القيد إلى مشكلة أقل مع التقنيات الآلية. تستخدم فحوصات استشعار مقاومة الخلية الكهربائية لمنع تلف الخلايا في المصفوفة خارج الخلية الأساسية التي يمكن أن تحدث على الأرجح مع أساليب الخدش اليدوي. إضافةً إلى ذلك، يقوم ووند مارك بعمل جروح سريعة وموحدة عبر العديد من خيارات لوحات الآبار المرقمة (96 أو 384)، ويسمح بفحص الإنتاجية العالية، التي تعد ميزة رئيسية للعديد من الدراسات البحثية الطبية.
مع أن التكنولوجيا الجديدة تزيد من دقة هذا الاختبار وفعاليته، ولكن لا تزال هنالك عوامل مُربكة يمكن أن تحرّف نتائج الفحص، مثل: ازدحام الخلية، وتأثيرات التصاق الخلية/الخلية، وتأثيرات المصفوفة. إضافةً إلى ذلك، لا يزال هنالك ذكر لمشكلة تراكم الخلايا عند حافة الخدش، ما يجعل كثافة الخلايا غير متساوية.
هنالك بعض المتشككين الذين يعتقدون أن الخدش الذي أُنشئ للمقايسة ليس تمثيلًا دقيقًا جدًا للجرح الفعلي. من المحتمل جدًا أن يكون هذا صحيحًا لأن الجروح الحقيقية بطبيعتها أكثر تعقيدًا، ولكن هذا الاختبار يسمح بحركات الخلية الجماعية في ظل ظروف تجريبية محددة لتوفير بعض البصيرة.
مع أن وصفها بأنها مباشرة، ولكنها تعرضت لانتقادات بسبب التناقضات في تطبيقها من تجربة إلى أخرى.

## برتوكول المختبر القياسي
حُدِد نهج قياسي لإجراء هذا الاختبار دون التكنولوجيا المتقدمة.
*توضع خلايا الصفيحات الدموية في طبق وسط النمو لتصوير الخلية الحية. من المهم التأكد من تكوين طبقة أُحادية، لأن الكتل ستوفر نتائج غير دقيقة بسبب كثافة الخلية غير المتكافئة.
*عندما يكون التقاء الخلايا مثاليًا، استخدم طرف ماصة لخدش الجرح من طريق مركز البئر بأكمله. كما ذكرنا سابقًا، هذا هو المكان الذي يلعب فيه التناقض المحتمل مع هذا الاختبار. إذا أُجريَ الخدش يدويًا، فمن المهم التأكد من أن الجرح مرئي على جانبي مجال الرؤية ويجب أن يكون عرضه نحو 0.5 مم.
*يمكن بعد ذلك وضع الخلايا على مجهر بهدف نسبي يبلغ 20 ضعفًا.
*ابدأ الفحص المجهري بفاصل زمني واضبط المعلمات وفقًا لمجموعة متنوعة من الخلايا التي تُدرَس. قد تتطلب الخلايا سريعة النمو فترات زمنية أقصر للحصول على سرعة خلية أكثر دقة.

## التطبيقات
*التحليل الكمي/النوعي للهجرة الجماعية للخلايا في ظل ظروف تجريبية متغيرة.
*تحليل مصفوفة الخلية وتفاعلات الخلية الخلوية فيما يتعلق بهجرة الخلية.
*شاشات عالية الإنتاجية لـِ:
•جينات هجرة الخلايا السرطانية.
• جزيئات صغيرة.
•اكتشاف عقار.